# Secondigliano
Secondigliano is een buitenwijk van de Italiaanse stad Napels. De in het noorden van de stad gelegen wijk heeft ongeveer 43.000 inwoners, en staat evenals het aangrenzende Scampia bekend als thuisbasis van de Napolitaanse maffia (Camorra). In de wijk is een van de grootste zwaarbeveiligde gevangenissen van Italië gevestigd.

## Historie van de wijk
De geschiedenis van de wijk is te vergelijken met die van het aangrenzende Scampia, beide werden opgezet in de jaren '60. Vanaf die tijd werden er tot in de jaren '80 ambitieuze bouwprojecten opgezet: als eerste de geplande ambitieuze nieuwbouwprojecten tot in de jaren '70, daarna meer van dezelfde typen woonblokken na een aardbeving. Zo moesten wijken als Secondigliano en Scampia onderdak bieden aan mensen die door een aardbeving dakloos waren geworden. Beide wijken verpauperden in rap tempo en werden een thuisbasis voor de Italiaanse onderwereld.
In 2004 brak er in Secondigliano en Scampia een bloedige drugsoorlog uit om de macht van maffiabaas Paolo di Laura te breken. Alleen in dat jaar alleen al vielen er daarbij 40 doden, in heel Napels 140.

### Feit en fictie
De wijk komt veelvuldig voor in het boek Gomorra van schrijver Roberto Saviano over de misdaad van de Camorra in Napels en Caserta. Ook in de film Gomorra en vooral later de serie komt de wijk voor. In de serie is Secondigliano de thuisbasis van de clan van de Savastanos, met als hoofd Don Pietro Savastano die Secondigliano als zijn onbetwiste domein ziet.
Secondigliano was in het echte Napels in de jaren '90 een tijdlang het domein van de 'Alliantie van Secondigliano ' (Alleanza di Secondigliano), een organisatievorm die in seizoen twee van de televisieserie serie ook terugkomt.

## Cultuur
Secondigliano was, als dorp voor het opging in de stad Napels, de geboorteplaats van Sint Gaetano Errico van Secondigliano. Hij werd zalig verklaard door Paus Johannes-Paulus II, en in 2008 gecanoniseerd door Paus Benedictus XVI. In de huidige wijk is er nog steeds een schrijn, gewijd aan Onze-Lieve-Vrouw van Smarten, gebouwd door Errico. Een houten beeld van Maria terzijde gestaan door engelen siert het heiligdom. Het is speciaal voor de schrijn gemaakt, nog in opdracht van Gaetano Errico.
Rapper EnzoDong maakte het nummer Secondigliano Regna ('Secondigliano heerst') over de wijk. Het nummer is terug te vinden op de soundtrack van de serie Gomorra.